# Pfarrkirche Michelstetten

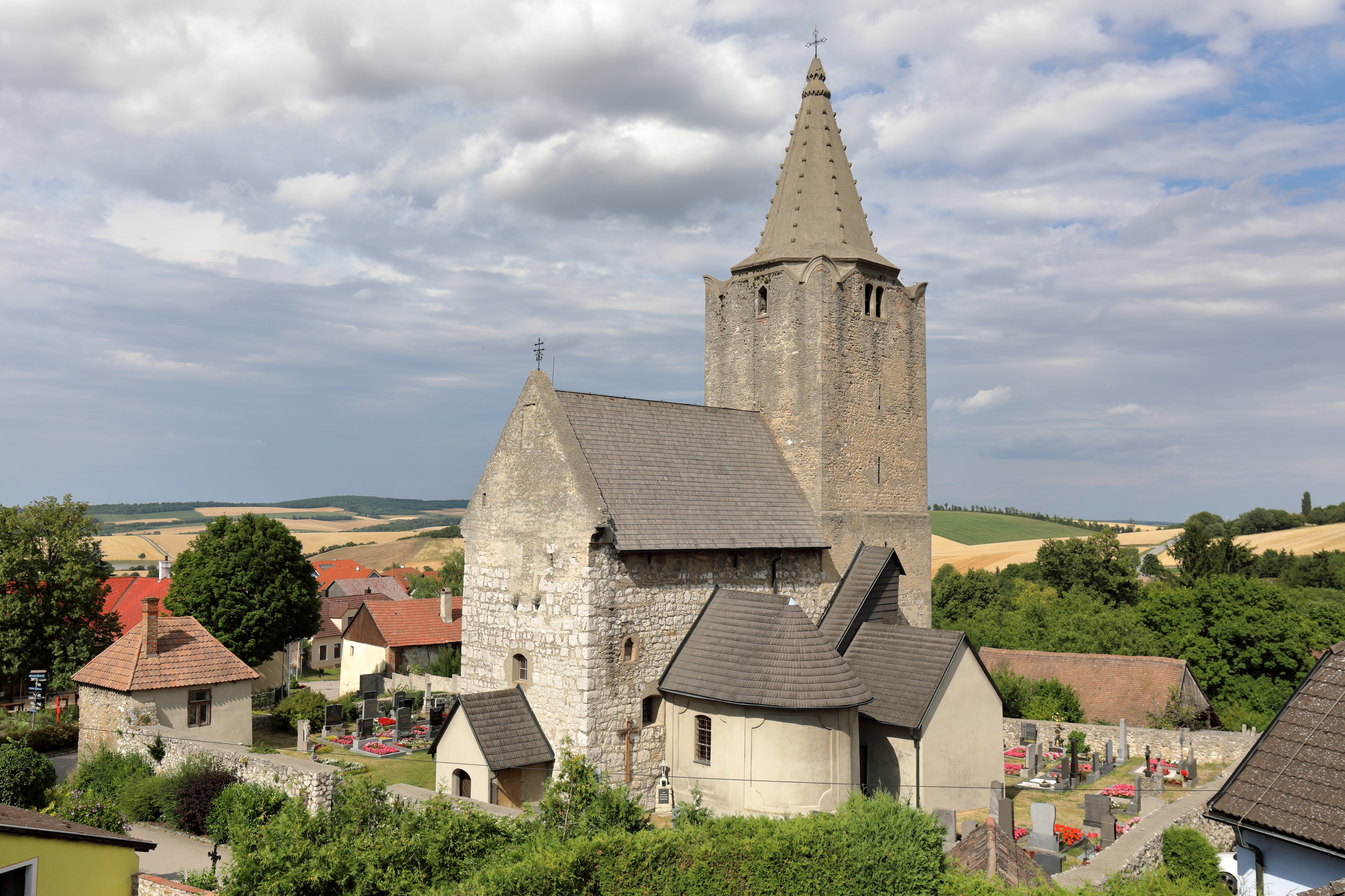
Katholische Pfarrkirche hl. Veit in Michelstetten

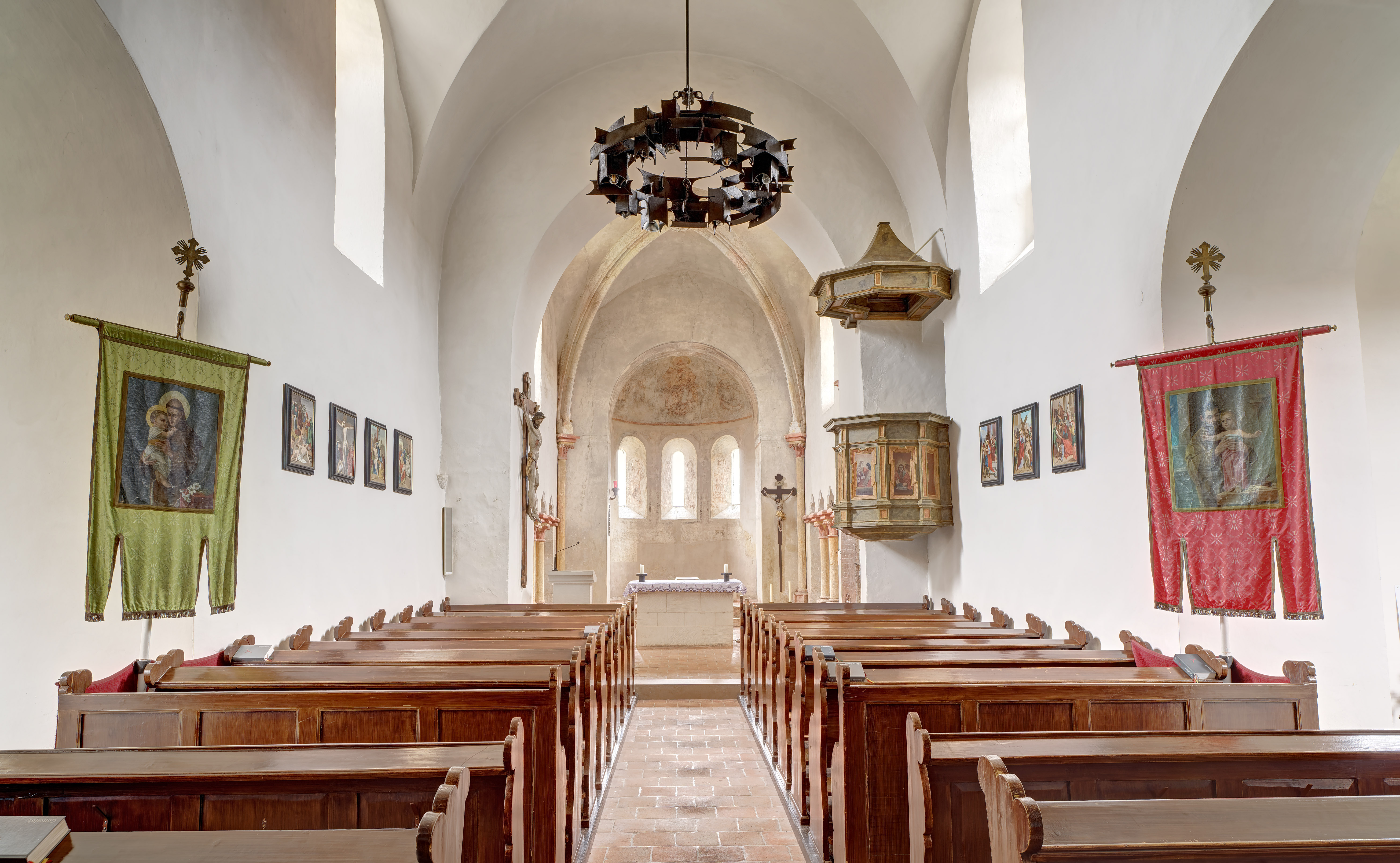
Langhaus, Blick zum Chor

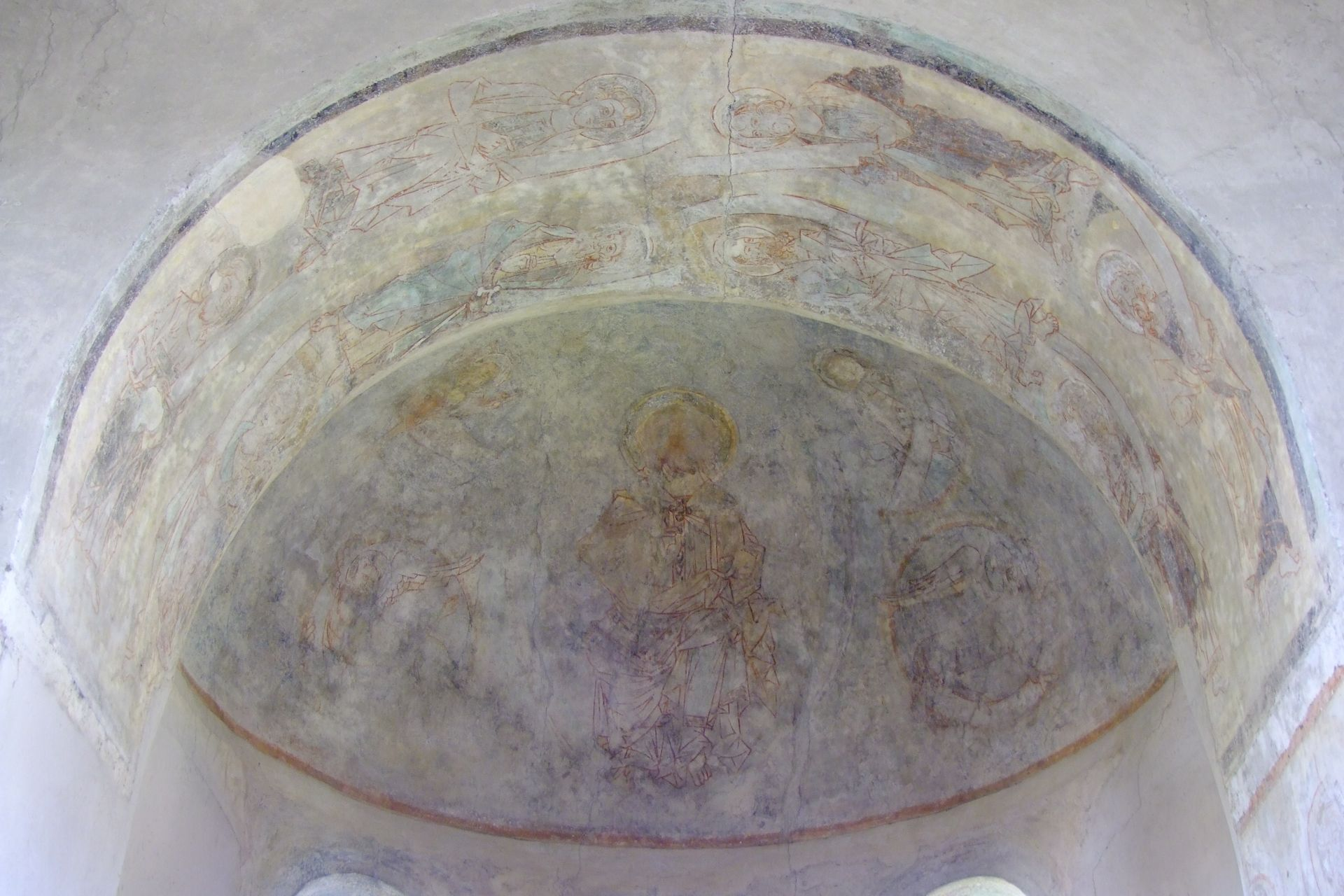
Gewölbemalerei

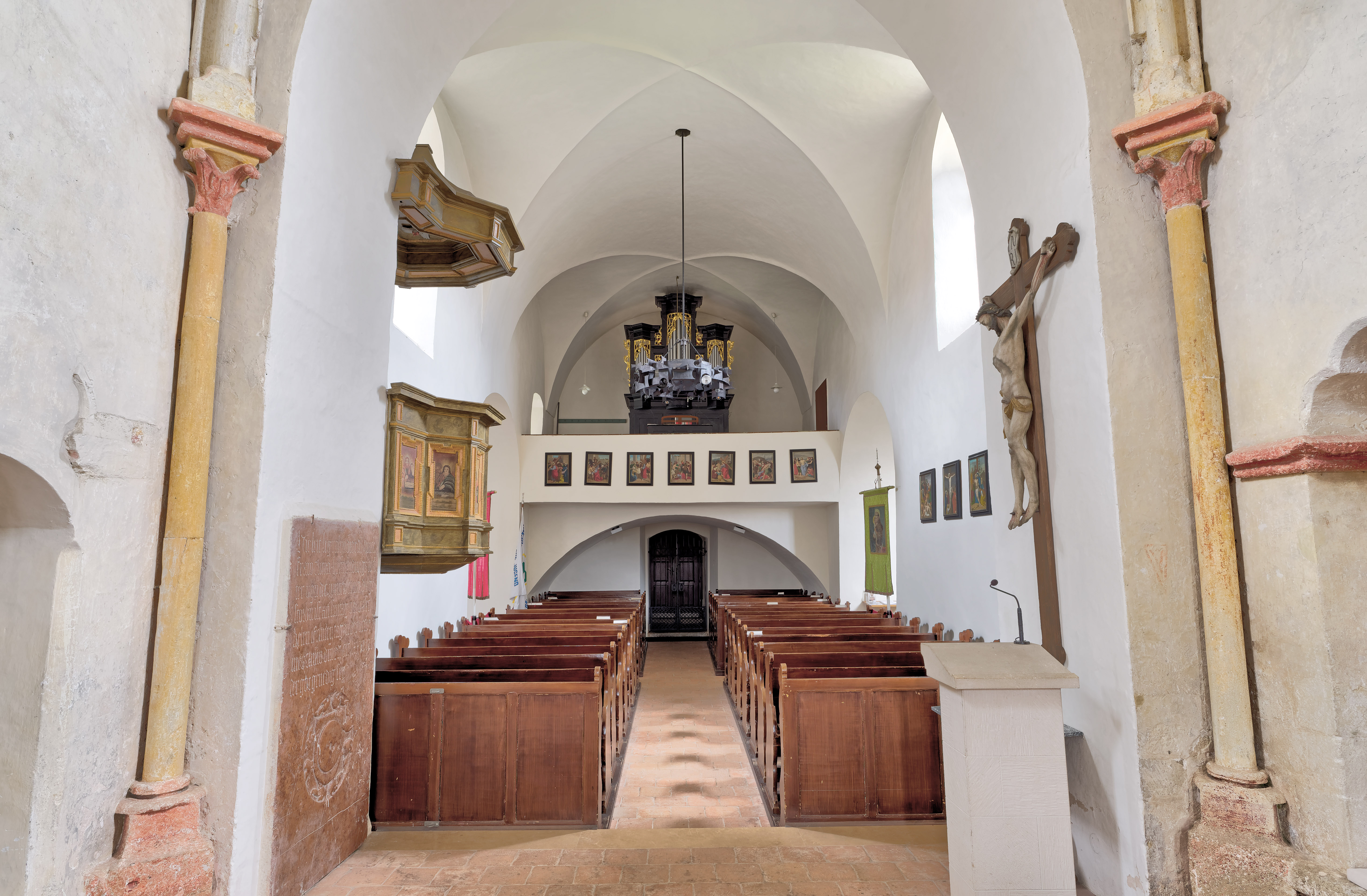
Blick zur Empore

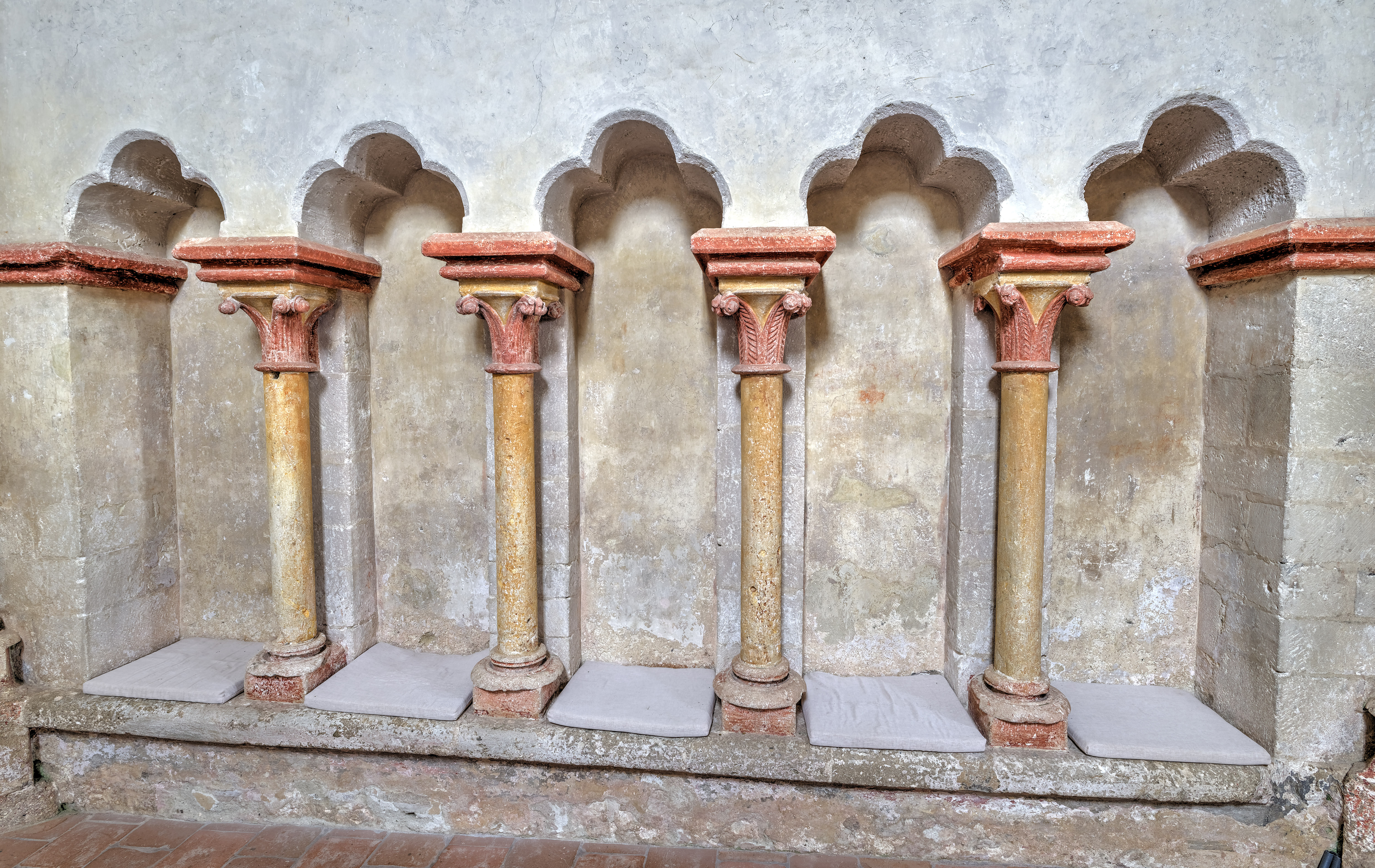
Sitznischen

Die römisch-katholische Pfarrkirche Michelstetten steht auf dem Kirchhügel im westlichen Ortsteil von Michelstetten in der Marktgemeinde Asparn an der Zaya im Bezirk Mistelbach in Niederösterreich. Die dem Patrozinium des hl. Veit unterstellte Pfarrkirche gehört zum Dekanat Laa-Gaubitsch im Vikariat Unter dem Manhartsberg der Erzdiözese Wien. Die ehemalige Wehrkirche und die Kirchhofummauerung stehen unter Denkmalschutz (Listeneintrag).

## Geschichte
Die Pfarre wurde 1128 durch Ernst I. von Hohenburg-Wildberg gegründet. Ottokar II. Přemysl genehmigte 1269 die Übertragung des Patronats an die Johanniter der Kommende Mailberg, die es bis 1288 behielten. Von 1571 bis 1627 war die Kirche protestantisch. Nach der Gegenreformation wurde die Pfarre 1760/1761 neu errichtet. 2016 wechselte die Pfarre vom Dekanat Ernstbrunn zum Dekanat Laa-Gaubitsch.
Das Langhaus als Quaderbau war wohl vor 907 eine karolingische Turmburg. Das Wehrgeschoß über dem Langhaus mit zwei erhaltenen Schießscharten in der Südwand diente wohl in Friedenszeiten als Pilgerherberge. Ein vermutetes zweites Wehrgeschoß wurde wohl bei der Errichtung des Chorturms in der Mitte des 13. Jahrhunderts abgebrochen, diese Bauphase zeigen kleine vermauerte frühgotische Dreipassfenster in der Nord- und Südwand des Langhauses. Um 1720 wurde das obere Wehrgeschoß des Langhauses abgebrochen, die ursprüngliche Holzbalkendecke wurde durch ein Tonnengewölbe mit Satteldach ersetzt, zur gleichen Zeit wurden die beiden Seitenkapellen errichtet, die unteren Fenster des Langhauses durchgebrochen und der heutige Eingang an der Westseite errichtet. Bei der Restaurierung 1956 wurden romanische Fresken in der Apsis aus dem Ende des 13. Jahrhunderts entdeckt und freigelegt. Eine weitere Restaurierung erfolgte 1982/1983.

## Architektur
Der Kirchenbau ist eine spätromanische Wehrkirche mit einem frühgotischen Chorturm und einer eingezogenen Rundapsis. Die Kirche steht in einem annähernd quadratischen Kirchhof mit einer frühmittelalterlichen wehrhaften teils neu ergänzten Friedhofsmauer umgeben. In der Nordwestecke befindet sich ein eingeschoßiger Bau aus Quadermauerwerk, wohl der Rest eines Eckturmes.
Das Kirchenäußere zeigt das Langhaus als hoher Quaderbau unter einem steilen Satteldach, die Westfront hat über vorspringenden Giebelfußsteinen einen steilen Dreieckgiebel und in der Fassadenmitte zwei Kragsteine, wohl vom ehemaligen Einstieg in die Turmburg, die Vorhalle ist neu. Die beiden Untergeschoße des wuchtigen Chorturms sind aus Quadermauerwerk errichtet, die Oberschoße aus kleinteiligem Quader- und Bruchsteinmauerwerk. Das Glockengeschoß mit gekuppelten Rundbogenfenstern wurde im 16. Jahrhundert aufgesetzt; an den Ecken des Turms sitzen Viertelrundzinnen, der achtseitige Pyramidenhelm ist aus Ziegeln gemauert. In drei Geschoßen sind noch Schießscharten vorhanden. Im Westen schließt an den Turm die Apsis mit Schindeldach und drei romanischen Fenstern an. An der Südwand des Turms steht der eingeschoßige Sakristeianbau. Im Norden und Süden sind an das Langhaus rund geschlossene Kapellen mit Lisenengliederung angebaut.
Das Kircheninnere zeigt ein zweijochiges Langhaus, anstelle der ursprünglichen Flachdecke besteht ein Kreuzgratgewölbe aus der ersten Hälfte des 17. Jahrhunderts. Im Westen befindet sich über einer Quertonne die Orgelempore. Ein spitzbogiger Triumphbogen führt zum Chor. Das Chorquadrat hat ein Kreuzrippengewölbe aus dem dritten Drittel des 13. Jahrhunderts; der scheibenförmige Schlussstein zeigt im Relief das Lamm Gottes. In den seitlichen Chorwänden befindet sich eine fünfteilige Session, die als Dreipass-Nischen mit freistehenden Rundsäulchen ausgeführt sind (In der Südwand wurden zwei Nischen durch den später geschaffenen Zugang zur Sakristei zerstört.). Im Gewölbe und an den Sitznischen sind Reste von Bemalung vorhanden. Ein eingezogener rundbogiger Triumphbogen führt zur Apsis.
Die Apsis ist durch bedeutende Fresken im Zackenstil aus dem späten 13. Jahrhundert dekoriert. In der Apsiskalotte befindet sich eine Darstellung der Majestas Domini, umgeben von den vier apokalyptischen Tieren, in den Fensterlaibungen je zwei weibliche Heilige, unter den Fensterbänken ein Palmettenfries. An der Laibung des Triumphbogens sind die zwölf Apostel paarweise angeordnet. 

## Einrichtung
Die rechte Kapelle ist mit einem neugotischen Schnitzaltar mit Statuen der Heiligen Modestus, Vitus und Crescentia, die linke Kapelle mit einem Bildrahmenretabel vom Anfang des 18. Jahrhunderts mit Reliquienpyramiden von 1730 eingerichtet. Die Kanzel stammt vom Anfang 17. Jahrhunderts. Das Taufbecken entstand im 17. Jahrhundert.
Im dritten Viertel des 20. Jahrhunderts wurde der Volksaltar als freistehender Blockaltar teilweise unter Verwendung romanischer Quader errichtet.
Das Orgel mit einem Gehäuse aus 1761 mit 8 Registern beinhaltet ein Werk von Johann M. Kauffmann 1931.

## Grabdenkmäler
- In die Fassade ist eine große romanische Grabplatte eingemauert.
- Im Kircheninneren in die Wand eingemauert gibt es einen Wappengrabstein zu Anna von der Weitenmüln 1473 sowie die Gruftplatte des Franz von Gera und seiner drei Ehefrauen 1587.